# Văn Cao - Giấc mơ một đời người
Văn Cao - Giấc mơ một đời người là phim tài liệu - ca nhạc duy nhất về các sáng tác nhạc nổi tiếng của nhạc sĩ Văn Cao được ghi hình và sản xuất khi ông còn sống (1992). Đạo diễn của phim này là Đinh Anh Dũng cũng đồng thời là tác giả của một số phim ca nhạc sau này về Văn Cao, bao gồm phim Văn Cao - Buổi sáng có trong sự thật (1995).

## Nội dung

### Hoàn cảnh ra đời
Đạo diễn Đinh Anh Dũng, một người sinh trưởng ở miền nam nhưng có may mắn gặp và làm quen với Văn Cao không lâu trước khi ông qua đời (1995), cho biết hoàn cảnh làm phim:
Giấc mơ một đời người đến từ giấc mơ của nhạc sĩ Văn Cao khi tôi nghe ông kể về giấc mơ được biểu diễn một đêm nhạc ở Nhà hát Lớn Hà Nội. Sau đó tôi suy nghĩ hoài, một người như ông không được một đêm nhạc như vậy thì quá tội! Tôi nghĩ về ước mơ đó và đặt tựa Giấc mơ một đời người. Phim bắt đầu bằng cảnh ông mơ giấc mơ một đêm nhạc ở nhà hát nhưng giật mình lại chỉ còn một mình ông. Còn với Văn Cao - Buổi sáng có trong sự thật đến từ buổi tôi cà phê bên hồ Hoàn Kiếm ngay sáng sau ngày nhạc sĩ Văn Cao mất. Đó là buổi sáng mùa hè nhưng mưa lắc rắc. Tôi nhớ đến bài thơ Năm buổi sáng không có trong sự thật của Văn Cao và tôi làm phim bắt đầu từ bài thơ, từ sự thật là ông đã mất thật và cơn mưa là có thật. (...) Ông không phải cô đơn với thời cuộc mà cô đơn với cuộc đời; lúc nào ông cũng lặng lẽ, sống tự tại, gần như ngồi một chỗ và mọi thứ cứ trôi đi. Ông là người cô đơn giữa cuộc đời này nhưng có lẽ chính sự cô đơn đó làm ông vĩ đại.

### Các ca khúc trong phim
- Suối mơ - Thể hiện: Hồng Nhung
- Thiên Thai - Thể hiện: Ánh Tuyết
- Buồn tàn thu - Thể hiện: Lan Ngọc
- Cung đàn xưa - Thể hiện: Ánh Tuyết
- Thu cô liêu - Thể hiện: Hồng Nhung
- Đàn chim Việt - Thể hiện: Tịnh Quyên
- Trương Chi - Thể hiện: Ánh Tuyết
- Trường ca Sông Lô - Thể hiện: Cao Minh và Dàn hợp xướng Nhạc viện Thành phố Hồ Chí Minh

## Nhận xét
Nhà văn Phan Lạc Phúc (tức Ký giả Lô Răng), người từng có dịp gặp gỡ Văn Cao thời trẻ, có đưa ra những nhận xét sau khi xem:
Đầu năm 1995, có người trao cho tôi một cuốn video mà tôi mong đợi đã từ lâu. Cuốn băng về Văn Cao: "Giấc mơ của một đời người". Từ bữa ấy tới nay, đã 2, 3 lần xem đi xem lại cuốn băng này mà lần nào xem xong tôi cũng không tránh khỏi thở dài. Một con người tài hoa như vậy, tâm hồn lớn lao như vậy, có công đóng góp như vậy mà cuối đời, sao mà tẻ lạnh, buồn tênh. Một ông già lụm cụm, râu tóc bạc phơ, một mình trong gian phòng vắng, ngoài trời mưa bay, cây bàng khẳng khiu, những chiếc lá cuối cùng đã rụng. Văn Cao nhìn "cây bàng mồ côi mùa đông", trong khi chiếc đồng hồ trên tường không ngừng nghỉ, điểm những giọt thời gian tích tắc, tích tắc. Những tiếng tích tắc ấy vang lên mênh mông trong gian phòng vắng như một câu hỏi mơ hồ nhưng khắc nghiệt: đến bao giờ. Đến bao giờ xuất hiện dấu chấm hết cho một đời người,...
...Khi cuốn băng này ra đời (1994), Văn Cao đã bước qua ngưỡng cửa "thất thập cổ lai hi". Không nói ra nhưng những người dựng cuốn băng này muốn thực hiện một khúc bi ca, viếng người còn sống; sợ không làm thì không còn kịp nữa, thời gian gấp gáp đuổi sau lưng... Cũng có thể những người thực hiện cuốn băng thấu hiểu cái lẽ "sinh ký tử qui" (sống gởi thác về) giống như người xưa, có tuổi rồi là sắm một "cỗ áo" để sẵn trong nhà phòng khi hữu sự. Hay là bắt chước mấy ông nhà Nho già ngày trước, thân với nhau đến độ làm sẵn những đôi câu đối sinh vãng (làm sẵn từ khi còn sống) để lỡ khi bạn mình nằm xuống đất thì đã có sẵn câu đối, cứ thế mà treo lên. "Người sắp chết nói lời khôn -- Chim sắp chết, tiếng kêu thương".
Xem cuốn phim video này nó thảm, nó buồn là vì vậy. Ở Úc này, nghe nói có loài chim thornbird (cũng như cuốn tiểu thuyết lừng lẫy The Thorn Bird). Giống chim này hót hay nhất, thê thiết nhất, tuyệt vời nhất khi chiếc gai nhọn đâm thấu vào tim, máu chảy tràn trề. Máu trong tim vừa cạn thì khúc bi ca cũng vừa chấm dứt. Cái cảm giác thảm thê, rờn rợn khi xem cuốn video này của tôi (ký giả Lô Răng) đã dự báo đúng. Văn Cao, con chim thornbird Việt Nam đã mất vào tháng 7/1995. Những người yêu mến Văn Cao đã kịp thời thực hiện cuốn băng này trước khi không còn kịp nữa.
Nhưng theo tôi buồn một nỗi là cuốn video này là một tác phẩm bất toàn. Cuốn băng có 8 bài hát, những tác phẩm siêu việt của Văn Cao (Suối Mơ, Thiên Thai, Buồn Tàn Thu, Cung Đàn Xưa, Thu Cô Liêu, Đàn Chim Việt, Trương Chi, Sông Lô). Những hình ảnh trong cuốn băng này rất chọn lọc, tìm tòi, hàm súc (chứa đựng nhiều nhưng không lộ ra), chứng tỏ đạo diễn có một tay nghề cao, một tâm hồn nhạy bén. Những lời tự thuật ngậm ngùi của Văn Cao, cảnh người nghệ sĩ già chống gậy đứng ngẩn ngơ trước một con ngõ cũ hoang tàn, những chiếc lá bàng nhỏ lệ trong mưa đã phần nào nói lên tâm sự của Văn Cao, một nhạc sĩ sáng tác Tiến Quân Ca, đồng thời là một người tù bị giam lỏng vì liên hệ tới Nhân Văn Giai Phẩm.
Cuốn băng này bất toàn vì theo tôi (ký giả Lô Răng) phần nhạc và hát trong cuốn video không xứng với phần dàn dựng và hình ảnh. Kỹ thuật thu thanh ở Việt Nam còn yếu, tôi thoạt đầu đã nghĩ như vậỵ Nhưng nghe kỹ tôi thấy những người thực hiện đã "thả nổi" phần nhạc, phần ca. Hòa âm sơ sài, đơn điệu. Người hát không hiểu tinh thần bài hát, hát không "tới" và lời ca sai lạc rất nhiều. Những người soạn nhạc nổi danh ở Việt Nam, trước khi là nhạc sĩ, đã là thi sĩ. Lời của Văn Cao trong các bản nhạc của ông là "lời châu ngọc". Ca sĩ "bây giờ" hát bừa đi, ào đi, chữ nọ lẫn chữ kia, người già như tôi nghe lại bài hát cũ mà như vừa đánh mất một cái gì quý giá.
Có một sự việc rất rõ trong vấn đề "thả nổi" kia. Sắp sửa vào bài gọi là Đàn Chim Việt, Văn Cao trong lời tự thuật cho rằng "Tôi ngày xưa có yêu thầm một người con gái mà không dám nói ra. Nhưng người con gái ấy hiểu lòng tôi và đến với tôị Vì thế nên mới có câu "Em đến tôi một lần" và mới có bài hát này". Đến khi ca sĩ hát đi hát lại bài này, tôi không tìm thấy câu "Em đến tôi một lần" đâu hết. Từ đó tôi mới dám nghĩ rằng chính bản thân tác giả Văn Cao không được hỏi ý kiến và không được nghe ca sĩ hát tác phẩm của mình.